# Chlorophytum rhizopendulum
Chlorophytum rhizopendulum är en sparrisväxtart som beskrevs av Bjorå och Hemp. Chlorophytum rhizopendulum ingår i släktet ampelliljor, och familjen sparrisväxter. Inga underarter finns listade i Catalogue of Life.